# Cerasophila
Genre
Synonymes
- Hypsipetes Vigors, 1831[2]

Cerasophila est un genre monotypique de passereaux de la famille des Pycnonotidae. Il comprend une seule espèce de bulbuls.

## Répartition
Ce genre se trouve à l'état naturel en Birmanie et en Thaïlande.

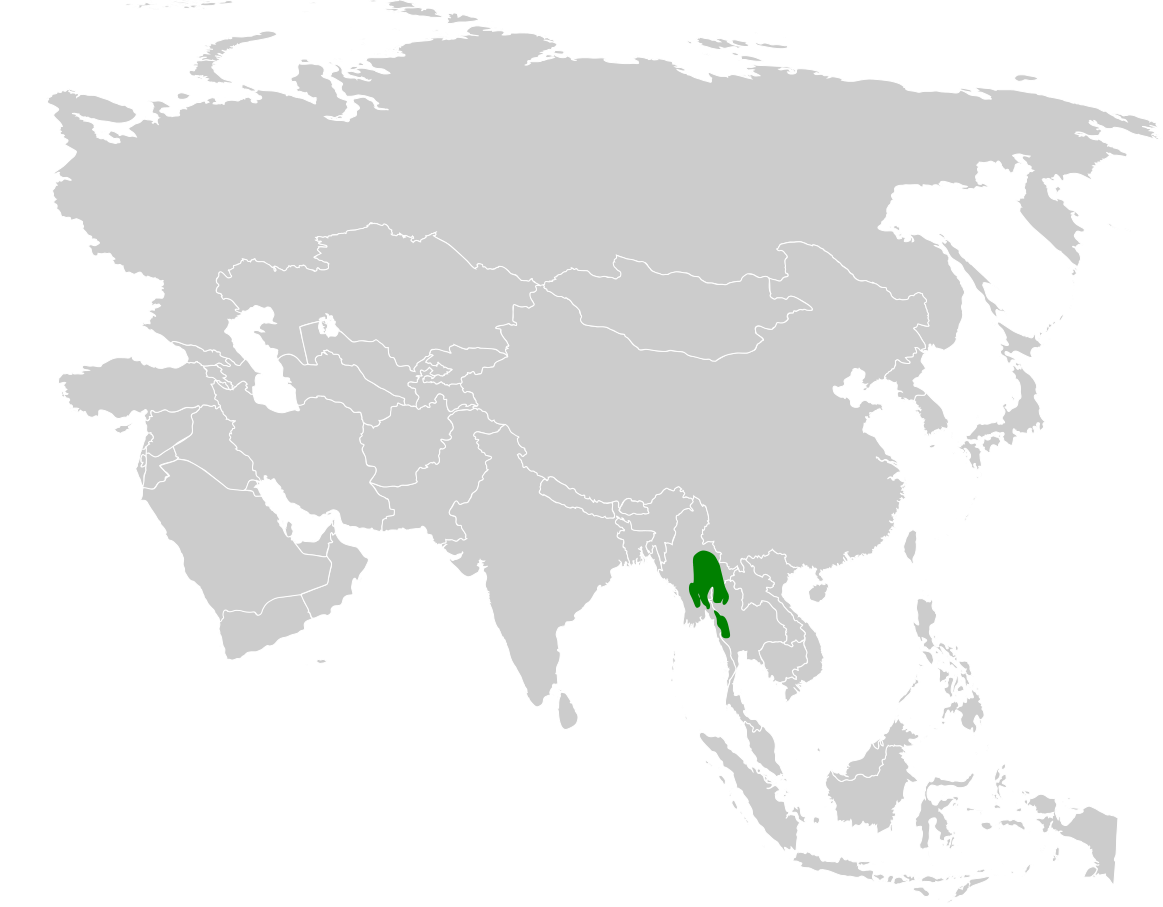
Répartition de Cerasophila.

## Liste des espèces
Selon la classification de référence du Congrès ornithologique international (version 8.2, 2018) :
- Cerasophila thompsoni Bingham, 1900 — Bulbul à tête blanche